# Linda Ronstadt
Linda Maria Ronstadt, ameriška pevka, glasbenica, tekstopiska, glasbena producentka in igralka, * 15. julij 1946, Tucson, Arizona, ZDA.
Linda Ronstadt je prejela 10 nagrad grammy, dve nagradi Academy of Country Music, nagrado emmy in nagrado ALMA. Več njenih albumov je v ZDA in po svetu postalo zlatih, platinastih in multiplatinastih. Poleg tega je bila predlagana za nagradi tony in zlati globus. Kot pevka in glasbena producentka velja za priznano in avtentično izvajalko že posnetih pesmi. Kot ena najbolj vsestranskih in komercialno uspešnih pevk v glasbeni zgodovini ZDA je priznana zaradi svojih mnogih javnih nastopov, kjer je med drugim spreminjala svojo samopodobo.